# Coslada
Coslada és un municipi situat en la zona est de la Comunitat de Madrid, Espanya. Situat en el Corredor del Henares, amb una extensió d'11,7 km² i gairebé de 90.000 habitants.
Encara que és el municipi amb major densitat de l'autonomia, és un dels primers quant a zona verda per habitant. Limita a l'est amb San Fernando de Henares i en menor mida amb Madrid, i limita també amb Madrid al nord, al sud i a l'oest. Excepte el seu límit amb San Fernando, es troba pràcticament envoltat pel terme municipal de Madrid.
Coslada se situa en la Vall de l'Henares en el seu nexe amb la Conca del Jarama. Conforma una successió urbana amb San Fernando de Henares, en un encreuament de camins a la sortida nord-est de Madrid, entre les autopistes A-2, M-40 i M-45. Localitzat a escassa distància de l'aeroport internacional de Madrid-Barajas, amb accessos per ferrocarril i recentment, per la línia 7 del Metro de Madrid. Els seus límits han anat variant històricament i limitava amb poblacions algunes d'elles avui desaparegudes i altres absorbides per l'àrea metropolitana de Madrid (Ambroz, Vicálvaro o Canillejas entre altres). Avui limita amb els municipis de Madrid i San Fernando de Henares.
La seva proximitat a Madrid fa que s'enquadri en l'àrea d'influència de la capital. No obstant això, Coslada sempre s'ha configurat com una ciutat independent. Tota la franja nord del seu terme municipal està ocupada per zones industrials especialitzades en la logística i activitats complementàries al transport.
Està situada prop de la vega del riu Jarama, en el marge de la qual dret s'assenta, i serveix de límit al terme municipal en la seva part nord. De Nord a Sud per l'Est, la recorria el Teatinos, rierol que neix per sobre d'Ambroz i fluïx al Jarama. Una petita fracció del seu territori (13 ha) està inclosa en el Parc Regional del Sud-est.